# Ian Wachtmeister
Ian Melcher Shering Wachtmeister af Johannishus (Nääs, 1932. december 24. – 2017. november 11.) svéd bányamérnök, üzletember, politikus, író.
Bert Karlssonnal együtt alapította az Új Demokrácia pártot 1991-ben, melynek elnökeként 1994-ig parlamenti képviselő volt. 1994 áprilisában kilépett a pártból.

## Művei
- Ankdammen (1988)
- Elefanterna (1990)
- Krokodilerna (1992)
- Grodorna (2000)
- Rebellerna : en historiebok (2009)
- Sotarna (2014)